# Бангед
Бангед (англ. Bangued) — город и муниципалитет на Филиппинах, столица провинции Абра. Население составляет 43 936 человек. В административном отношении делится на 31 барангай.

## География
Город расположен на северо-западе острова Лусон, на берегу реки Абра, в 407 км к северу от Манилы.
Граничит с муниципалитетами Данлас на севере, Ла-Пас, Таюм и Пеньяррубия на востоке, Сан-Исидро на юге и Ланиден на западе.
Город, в основном, расположен в горной зоне, высоты колеблются от 60 до 1 035 метров над уровнем моря.
Недалеко от города расположен национальный парк Кассамата Хилл.